# 踊り!彩り!祭nine.
『踊り！彩り！祭nine.』（おどり いりどり まつりないん）は、2017年4月から2020年3月まで名古屋テレビ（メ〜テレ）にて放送されていたバラエティ番組である。

## 概要
- BOYS AND MENの弟分、7人組エンターテイメント集団祭nine.が、世界的なエンターテイナーを目指して、ダンスの“ホットスポット”へ。甘いマスクからは想像も出来ない程のアグレッシブなヴォーカル＆ダンス、そしてアクロバットパフォーマンスをみせる！
- 2017年にスタートし2018年3月に第一章放送を終えると、2018年4月からは第二章、2019年4月からは第三章を放送、第三章ではより世界を意識！各国の文化に触れつつ、あらゆるエンターテイメントを身につけていくものとなった。
- メ〜テレでの放送のほか、CSダンスチャネル、Amazonプライム・ビデオで配信を行なっている。

## 出演者
- 祭nine.
- 寺坂頼我・野々田奏・清水天規・浦上拓也・横山統威・神田陸人・髙崎寿希也

## スタッフ
- 企画：新村裕、浅野宏明
- ナレーター：白瀬ちゅうゐ
- カメラ：江口聡
- 音声：井上隆司
- 照明：廣瀬陽一
- 編集：メディアリース
- MA：野宮聡
- 音効：井上尚昭
- デザイン：井上和子、玉田大輔
- 編成：堀田健夫（メ～テレ）
- 構成：吉田大吾
- ディレクター：井冬ひろあき
- プロデューサー：松岡雄浩（メ～テレ）、中嶋由郎（ダンスチャンネル）、制野慎太郎、陣川友裕